# 臨漳郡
臨漳郡，南朝劉宋設置的郡。
《宋書·州郡志》記載，初屬廣州，泰始七年（470年）移屬越州，治所及領縣不明。《南齊書·州郡志》記載治漳平（今广西壮族自治区合浦縣東北舊州東），下領漳平縣、丹城縣、勞石縣、容城縣、長石縣、都并縣、緩端縣7縣。梁以後不明。